# Overdawn
Overdawn е хардкор / метълкор банда в България, създадена в Русе през 2002 г.

## История
По начало проектът за бандата е замислен още през 1998 г., но поради различни причини започва 4 г. по-късно. В началото бандата се подвизава под името DeadlocK, но в началото на 2004 г. е заменено с настоящото Overdawn.

## Състав
| Сегашни членове - Николай Малчев – бас (2002– ) - Младен Радев – барабани (2002– ) - Стефан Димитров – китара (2002– ) - Иво Караджов – вокали (2006– ) - Денис Руфадов – китара (2007– ) |  | Предишни членове - Асен – вокали (2002–2006) |

## Дискография
| - 2007: Bleeding Wounds - 2009: The Prose of Existence - 2010: The World Only Ends When You're Dead - 2004: Demo - 2012: Home Court |